# Бизония
Бизония (на английски: Bizone или Bizonia означава буквално двойна зона) е част от Германия след Втората световна война между 1946 и 1949 година представляваща съединяването на окупационните зони на САЩ и Великобритания. С присъединяването на окупационната зона на Франция наименованието става Тризония. През 1949 Тризония става Федерална Република Германия (или Западна Германия).